# Береговий (Суєтський район)
Берегови́й (рос. Береговой) — селище у складі Суєтського району Алтайського краю, Росія.

## Населення
Населення — 50 осіб (2010; 85 у 2002).
Національний склад (станом на 2002 рік):
- росіяни — 87 %